# Corchiano
Corchiano é uma comuna italiana da região do Lácio, província de Viterbo, com cerca de 3337 (Cens. 2001) habitantes. Estende-se por uma área de 32,90 km², tendo uma densidade populacional de 101,43 hab/km². Faz fronteira com Civita Castellana, Fabrica di Roma, Gallese, Vignanello.

## Demografia
| Variação demográfica do município entre 1861 e 2011                               |
|                                                                                   |
| Fonte: Istituto Nazionale di Statistica (ISTAT) - Elaboração gráfica da Wikipedia |